# Drijfstang

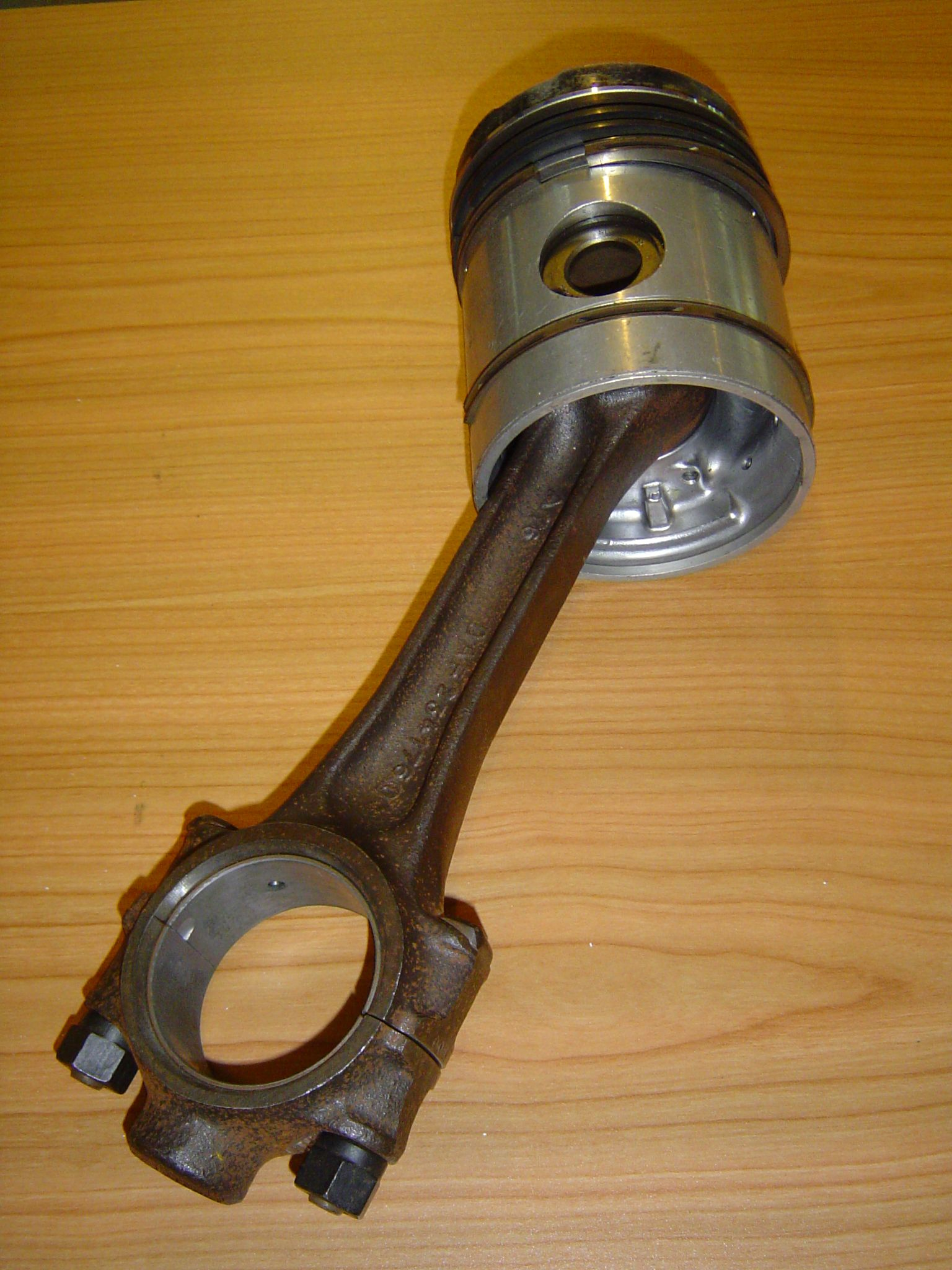
Drijfstang met zuiger van een vrachtauto. Het oog aan de onderzijde van de drijfstang is het big end (grote oog), dat aan de krukas bevestigd wordt. Het kleine oog aan de bovenzijde, waar de zuigerpen in gaat, heet het small end.

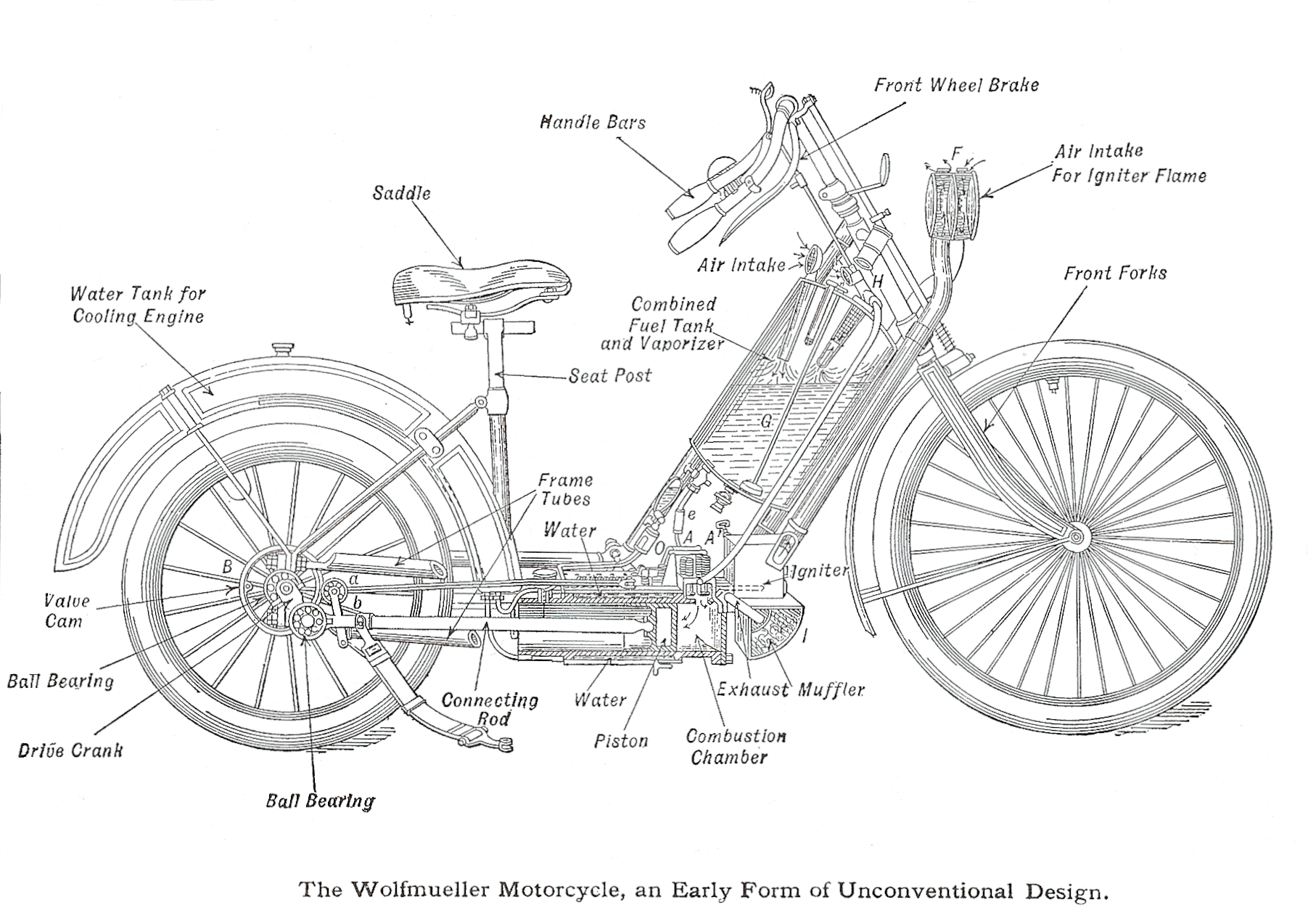
Net als bij een stoomlocomotief drijft de drijfstang van deze Hildebrand & Wolfmüller het achterwiel rechtstreeks aan

Een drijfstang of zuigerstang is het onderdeel van een verbrandingsmotor of stoommachine dat de zuiger met de krukas verbindt. Via de drijfstang wordt de op- en neergaande beweging van de zuiger omgezet in een draaiende beweging. In verreweg de meeste gevallen wordt de draaiende beweging door een krukas gemaakt. 
Tussen de drijfstang en de krukas zit een lager, zodat de heen- en weergaande beweging van de zuiger omgezet kan worden in de ronddraaiende beweging van de krukas. Dit lager wordt afhankelijk van de toepassing meestal als glijlager maar ook (bij kleine tweetaktmotoren) wel als rollager uitgevoerd. Ook aan de kant van de zuiger scharniert de drijfstang in het lager van de zuigerpen. Dit lager is als veelal als glijlager uitgevoerd. 
Bij grote machines kan er sprake zijn van een drijfstang die aan een kruishoofd is gekoppeld, die via een zuigerstang met de zuiger verbonden is. Voordeel van deze constructie is dat er geen zijdelingse krachten op de zuiger komen te staan.
Ook in een stoommachine verbindt de drijfstang de zuiger en de krukas waarop het vliegwiel is vastgemaakt. Stoommachines hebben altijd de bovengenoemde kruishoofdconstructie omdat het drijfstangdeel dat aan de zuiger bevestigd is geen zijdelingse bewegingen mag maken. Dit drijfstangdeel steekt namelijk door het cilinderuiteinde en moet daar gas (stoom) zo dicht mogelijk afsluiten. In stoommachines werkt de stoomdruk beurtelings op beide zijden van de zuiger.